# Giovanni III di Norimberga
Giovanni III di Norimberga (1369 – 11 giugno 1420) fu burgravio di Norimberga e margravio di Bayreuth-Kulmbach e Ansbach della dinastia degli Hohenzollern.

## Biografia
Era figlio di Federico V e di Elisabetta di Meißen.
Ottenuto il titolo di burgravio di Norimberga alla morte del padre nel 1397, nel 1398 ottenne anche quello di burgravio di Bayreuth-Kulmbach.
Sposò Margherita di Boemia, figlia dell'imperatore Carlo IV e di Elisabetta di Pomerania, dalla quale non ebbe però che una figlia. Di conseguenza alla sua morte, gli succedette il fratello Federico I a cui era già da tempo associato nel governo.

## Ascendenza
|                            |                      |                                        | Genitori                             |  |  | Nonni |  |  | Bisnonni                  |  |  | Trisnonni                  |  |
|                            |                      |                                        |                                      |  |  |       |  |  | Federico IV di Norimberga |  |  | Federico III di Norimberga |  |
|                            |                      |                                        |                                      |  |  |       |  |  | Federico IV di Norimberga |  |  | Federico III di Norimberga |  |
|                            |                      | Elena di Sassonia                      |                                      |  |  |       |  |  | Federico IV di Norimberga |  |  |                            |  |
| Giovanni II di Norimberga  |                      |                                        |                                      |  |  |       |  |  | Federico IV di Norimberga |  |  |                            |  |
|                            |                      | Margherita di Carinzia                 | Alberto di Gorizia                   |  |  |       |  |  |                           |  |  |                            |  |
|                            |                      | Margherita di Carinzia                 | Alberto di Gorizia                   |  |  |       |  |  |                           |  |  |                            |  |
|                            |                      | Margherita di Carinzia                 | Agnese di Hohenberg                  |  |  |       |  |  |                           |  |  |                            |  |
| Federico V di Norimberga   |                      | Margherita di Carinzia                 |                                      |  |  |       |  |  |                           |  |  |                            |  |
|                            |                      | Bertoldo VII di Henneberg-Schleusingen | Bertoldo V di Henneberg-Schleusingen |  |  |       |  |  |                           |  |  |                            |  |
|                            |                      | Bertoldo VII di Henneberg-Schleusingen | Bertoldo V di Henneberg-Schleusingen |  |  |       |  |  |                           |  |  |                            |  |
|                            |                      | Bertoldo VII di Henneberg-Schleusingen | Sofia di Schwarzburg                 |  |  |       |  |  |                           |  |  |                            |  |
| Elisabetta di Henneberg    |                      | Bertoldo VII di Henneberg-Schleusingen |                                      |  |  |       |  |  |                           |  |  |                            |  |
|                            |                      | Adelaide d'Assia                       | Enrico I d'Assia                     |  |  |       |  |  |                           |  |  |                            |  |
|                            |                      | Adelaide d'Assia                       | Enrico I d'Assia                     |  |  |       |  |  |                           |  |  |                            |  |
|                            |                      | Adelaide d'Assia                       | Adelaide di Brunswick-Lüneburg       |  |  |       |  |  |                           |  |  |                            |  |
| Giovanni III di Norimberga |                      | Adelaide d'Assia                       |                                      |  |  |       |  |  |                           |  |  |                            |  |
|                            | Federico I di Meißen | Alberto II di Meißen                   |                                      |  |  |       |  |  |                           |  |  |                            |  |
|                            | Federico I di Meißen | Alberto II di Meißen                   |                                      |  |  |       |  |  |                           |  |  |                            |  |
|                            | Federico I di Meißen | Margherita di Sicilia                  |                                      |  |  |       |  |  |                           |  |  |                            |  |
| Federico II di Meißen      | Federico I di Meißen |                                        |                                      |  |  |       |  |  |                           |  |  |                            |  |
|                            |                      | Elisabetta di Lobdeburg                | Otto IV di Lobdeburg-Arnshaugk       |  |  |       |  |  |                           |  |  |                            |  |
|                            |                      | Elisabetta di Lobdeburg                | Otto IV di Lobdeburg-Arnshaugk       |  |  |       |  |  |                           |  |  |                            |  |
|                            |                      | Elisabetta di Lobdeburg                | Elisabetta di Orlamünde              |  |  |       |  |  |                           |  |  |                            |  |
| Elisabetta di Meißen       |                      | Elisabetta di Lobdeburg                |                                      |  |  |       |  |  |                           |  |  |                            |  |
|                            |                      | Ludovic IV del S.R.I.                  | Ludovico II del Palatinato           |  |  |       |  |  |                           |  |  |                            |  |
|                            |                      | Ludovic IV del S.R.I.                  | Ludovico II del Palatinato           |  |  |       |  |  |                           |  |  |                            |  |
|                            |                      | Ludovic IV del S.R.I.                  | Matilde d'Asburgo                    |  |  |       |  |  |                           |  |  |                            |  |
| Matilde di Baviera         |                      | Ludovic IV del S.R.I.                  |                                      |  |  |       |  |  |                           |  |  |                            |  |
|                            |                      | Beatrice di Slesia-Glogau              | Bolko I di Schweidnitz               |  |  |       |  |  |                           |  |  |                            |  |
|                            |                      | Beatrice di Slesia-Glogau              | Bolko I di Schweidnitz               |  |  |       |  |  |                           |  |  |                            |  |
|                            |                      | Beatrice di Slesia-Glogau              | Beatrice del Brandeburgo             |  |  |       |  |  |                           |  |  |                            |  |
|                            |                      | Beatrice di Slesia-Glogau              |                                      |  |  |       |  |  |                           |  |  |                            |  |